# Curt Söderlund (Radsportler)

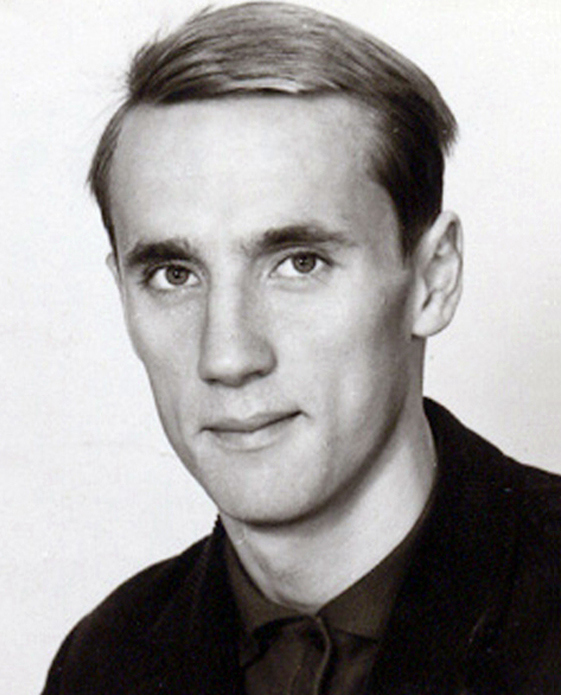
Curt Söderlund (1968)

Curt Söderlund (* 2. September 1945 in Huddinge (Gemeinde); † 4. Juni 2024) war ein schwedischer Radrennfahrer und nationaler Meister im Radsport.

## Sportliche Laufbahn
Söderlund war Teilnehmer der Olympischen Sommerspiele 1968 in Mexiko-Stadt. Im olympischen Straßenrennen wurde er als 51. klassiert.
1964 gewann er seinen ersten nationalen Titel im Straßenradsport, als er mit Jupp Ripfel und Ove Sundström den Wettbewerb im Staffettenfahren gewann. 1968 gewann er den Titel im Straßenrennen vor Gösta Pettersson und 1970 den Titel im Einzelzeitfahren. Schwedischer Straßenmeister wurde er erneut 1973. 1969 holte er die Bronzemedaille im Meisterschaftsrennen. 1970 gewann er mit Jupp Ripfel und Tony Svensson den Titel im Mannschaftszeitfahren. Mit der Marokko-Rundfahrt konnte er 1968 ein Etappenrennen für Amateure gewinnen.
1966 siegte er auf eine Etappe der Österreich-Rundfahrt. Mit dem Östgötaloppet siegte er 1972 in einem der traditionsreichsten Eintagesrennen in Schweden. 1967 konnte er bei den UCI-Straßen-Weltmeisterschaften im Rennen der Amateure Fünfter werden. In der Internationalen Friedensfahrt 1968 schied er aus.

## Berufliches
Nach seiner aktiven Laufbahn arbeitete er als Trainer. Er betreute unter anderem Bernt Johansson.